# Peter Schweigler
Peter Schweigler (* 19. Oktober 1930 in Breslau, Provinz Niederschlesien; † 20. November 1989 in München) war ein deutscher Bibliothekar.

## Wirken
Peter Schweigler studierte Geographie, Chemie und Biologie an der Universität München. Nach seinem Staatsexamen 1956 promovierte er dort im Jahre 1959. Im gleichen Jahr trat er als Bibliotheksreferendar an der Bayerischen Staatsbibliothek in die Ausbildung für den höheren Bibliotheksdienst ein und legte die Fachprüfung hierfür 1961 ab. Von 1961 bis 1989 war er dann als wissenschaftlicher Bibliothekar an der Universitätsbibliothek der Technischen Universität München tätig. Seit 1977 leitete er diese Bibliothek als Leitender Bibliotheksdirektor. Außerdem wirkte er als nebenamtlicher Dozent an der Bayerischen Bibliotheksschule und als Lehrbeauftragter für Bibliothekswesen und Dokumentation an der Technischen Universität München.
In seiner beruflichen Tätigkeit (auch über die von ihm geleitete Bibliothek hinaus) und in seinen Veröffentlichungen zeigte sich Schweigler insbesondere als Experte für Bibliotheksbau (z. B. Speicherbibliotheken) und Bibliothekstechnik.

## Schriften
- Die Erscheinungen der Industrie im Raume von Regensburg geographisch betrachtet. In: Mitteilungen der Geographischen Gesellschaft München, Bd. 44 (1959), S. 77–200 (Dissertation Universität München).
- Materialfluss im Bibliotheksbetrieb. Transporttechnik, Lagertechnik, Nachrichtentechnik. In: Zeitschrift für Bibliothekswesen und Bibliographie, Bd. 19 (1972), S. 311–352.
- Die Umbauten und Erweiterungsbauten der Universitätsbibliothek der Technischen Universität München in den Jahren 1967–1973. In: Bibliotheksforum Bayern, Jg. 1 (1973), S. 202–215.
- Der Leihverkehr der Spezialbibliotheken im Rahmen des Leihverkehrs der deutschen Bibliotheken. In: Paul Kaegbein (Hrsg.): Bibliothekarische Kooperation. Aspekte und Möglichkeiten (= Zeitschrift für Bibliothekswesen und Bibliographie, Sonderhefte, Bd. 18). Klostermann, Frankfurt/M. 1974, S. 263–270.
- Bibliothekstechnische Aspekte von Elektrokopiergeräten. In: Bibliotheksforum Bayern, Bd. 5 (1977), S. 32–43.
- (Hrsg.): Bibliothekswelt und Kulturgeschichte. Eine internationale Festgabe für Joachim Wieder zum 65. Geburtstag dargebracht von seinen Freunden. Verlag Dokumentation, München 1977, ISBN 3-7940-7018-6.
- Einrichtung und technische Ausstattung von Bibliotheken (= Elemente des Buch- und Bibliothekswesens, Bd. 4). Reichert, Wiesbaden 1977, ISBN 978-3-920153-66-7.
- Bibliotheken in den östlichen USA. Gebäude und Einrichtung, technische Ausstattung und Benutzungsdienste. In: Bibliothek. Forschung und Praxis, Bd. 4 (1980), S. 56–66.
- Konventionelle Bibliothekstechnik. Moderne Technik nicht nur für Großbibliotheken. In: ABI-Technik, Bd. 1 (1981), H. 1/2, S. 277–284.
- (mit Rolf Fuhlrott): Speicherbibliotheken. Bau, Organisation, Planung (= DBI-Materialien, Bd. 19). Deutsches Bibliotheksinstitut, Berlin 1982, ISBN 3-87068-819-X.
- Katalogabbruch – Umstellung auf RAK. Zum gegenwärtigen Stand der Einführung des neuen Regelwerks für die Alphabetische Katalogisierung in der Bundesrepublik. In: Jürgen Hering (Hrsg.): Bestände in wissenschaftlichen Bibliotheken. Erschließung und Erhaltung (= Zeitschrift für Bibliothekswesen und Bibliographie, Sonderhefte, Bd. 34). Klostermann, Frankfurt/M. 1982, S. 95–115, ISBN 3-465-01511-8.
- Landesweiter EDV-Verbund der wissenschaftlichen Bibliotheken in Bayern. In: ABI-Technik. Bd. 3 (1983), S. 27–33.
- Konventionelle Bibliotheksarbeit mithilfe moderner Techniken und technischer Hilfsmittel. In: ABI-Technik, Bd. 4 (1984), S. 1–16.
- Gebaute Speicherbibliotheken. Beispiele aus der Bundesrepublik Deutschland, aus der DDR, aus Österreich und aus der Schweiz. In: ABI-Technik, Bd. 7 (1987), S. 335–344.
- (mit Mathilde V. Rovelstad): Die Bibliotheken in den Vereinigten Staaten von Amerika und Kanada (= Elemente des Buch- und Bibliothekswesens, Bd. 12). Reichert, Wiesbaden 1988, ISBN 978-3-88226-390-9.
- Speicherbibliotheken. Optimierungsfragen bei Bauplanung, Einrichtung und Betrieb. In: Birgit Dankert (Hrsg.): Reden und Vorträge. 4. Deutscher Bibliothekskongress ; 78. Deutscher Bibliothekartag : in Berlin 1988 (= Zeitschrift für Bibliothekswesen und Bibliographie, Sonderhefte, Bd. 48). Klostermann, Frankfurt/M. 1988, S. 154–164, ISBN 3-465-01865-6.
- Die Universitätsbibliothek der Technischen Universität München. Ihr Weg von der Hochschulbibliothek zum universitären Bibliothekssystem. In: Gerhard Hanusch (Hrsg.): Bibliothekslandschaft Bayern. Festschrift für Max Pauer zum 65. Geburtstag. Harrassowitz, Wiesbaden 1989, S. 147–160, ISBN 3-447-02899-8.